# Bengt Eriksson
Pour les articles homonymes, voir Eriksson.
Bengt Eriksson, né le 22 janvier 1931 et mort le 19 novembre 2014 à Hudiksvall, est un sauteur à ski et coureur suédois du combiné nordique. Il a remporté la médaille Holmenkollen en 1965.

## Biographie
Il est licencié au IF Friska Viljo.
En saut à ski, son meilleur résultat international est une septième place aux 1958. Il est 19e aux Jeux olympiques de Squaw Valley en 1960.
Dans le combiné nordique, après un premier titre national en 1953 il connaît plus de succès au niveau international, remportant notamment la médaille d'argent aux Jeux olympiques d'hiver de 1956 à Cortina d'Ampezzo, derrière Sverre Stenersen, même s'il n'était pas sélectionné dans un premier temps et sa performance en saut a été décevante pour lui. Cette année, il remporte sa plus grande victoire aux Jeux de ski de Suède.
Il est dixième du combiné aux Jeux olympiques 1960. Son palmarès fait de lui le meilleur skieur de combiné suédois de l'histoire.
Il reçoit la Médaille Holmenkollen en 1965 pour ses résultats internationaux et au Festival de ski d'Holmenkollen, où il est deuxième en 1958. En 1966, il court ses derniers championnats du monde.
Il est aussi actif en tant que footballeur.

## Palmarès

### Jeux olympiques
| Épreuve / Édition | Cortina d'Ampezzo 1956 | Squaw Valley 1960 |
| Combiné nordique  | Argent                 | 10e               |
| Saut à ski        |                        | 19e               |

Les Jeux olympiques comptent également comme championnats du monde sauf pour le combiné nordique.

### Championnat de Suède de combiné nordique
- Il a remporté le titre en 1953, 1955, 1956, 1957, 1958, 1961, 1964 et 1966.

### Championnat de Suède de saut à ski
- Il a été champion de Suède (de) de saut à ski en 1958 et 1960.

### Jeux de ski de Suède
- Il a remporté en combiné nordique cette compétition à en 1956. Il termine 2e en 1957.

### Festival de ski d'Holmenkollen
- Il termine 2e en 1958 dans le combiné nordique (no).